# Leopoldina Eleonora del Palatinato-Neuburg

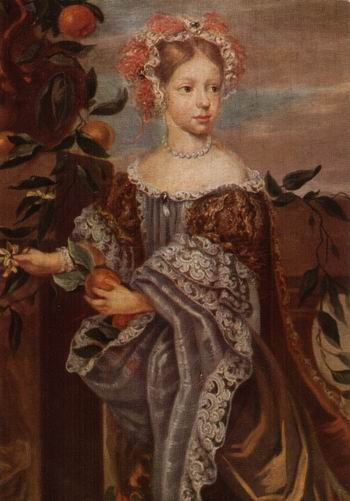
Principessa Leopoldina Eleonora del Palatinato-Neuburg.

Leopoldina Eleonora Giuseppina del Palatinato-Neuburg (Neuburg, 27 maggio 1679 – Düsseldorf, 8 marzo 1693) era figlia di Filippo Guglielmo del Palatinato e della seconda moglie Elisabetta Amalia d'Assia-Darmstadt.

## Biografia
Leopoldina era la più giovane dei diciassette figli del conte palatino Filippo Guglielmo del Palatinato (1615–1690) e di sua moglie, Elisabetta Amalia (1635–1709), figlia del langravio Giorgio II d'Assia-Darmstadt. Una delle sue sorelle maggiori, Eleonora Maddalena, sposò nel 1676 l'imperatore Leopoldo I, e ciò permise ai suoi numerosi fratelli e sorelle di fare una brillante carriera o di contrarre prestigiosi matrimoni.
Dopo la morte del padre, suo fratello maggiore, Giovanni Guglielmo, divenne il suo tutore, occupandosi di fornirle un'adeguata istruzione. Leopoldina apprese così i principi della religione cattolica, imparò a parlare diverse lingue ed a svolgere lavori artigianali, ma soprattutto ricevette un'ottima educazione musicale dal maestro della cappella di corte, il vicentino Sebastiano Moratelli.
Nell'estate del 1691, la principessa, ammalatasi, trovò difficile spostarsi da Neuburg a Düsseldorf. Venne curata da sua cognata Anna Maria, che le era profondamente affezionata, e le sue condizioni sembrarono nuovamente migliorare. Nel marzo del 1693 venne fidanzata a Massimiliano II Emanuele di Baviera,  rimasto vedovo l'anno prima, dopo la morte della sua prima moglie, Maria Antonia. Tuttavia Leopoldina morì non ancora quattordicenne, dopo essere stata preda di febbri per sette giorni.
Venne sepolta nella Chiesa di Sant'Andrea di Düsseldorf, mentre il suo cuore, racchiuso in un'urna, fu posto nella cripta comitale della chiesa di corte di Neuburg, insieme all'urna contenente il cuore di suo fratello Filippo Guglielmo Augusto, sulla bara di sua madre.
Nel 2007, a seguito di un'attività di decontaminazione, la bara di Leopoldina è stata aperta, ed i resti mummificati della principessa, che  erano stati sepolti in sudari di seta, hanno permesso di attestare che causa della sua morte fu la tubercolosi.

## Ascendenza
|                                            |                           |                                   | Genitori                            |  |  | Nonni |  |  | Bisnonni                             |  |  | Trisnonni                           |  |
|                                            |                           |                                   |                                     |  |  |       |  |  | Filippo Luigi del Palatinato-Neuburg |  |  | Volfango del Palatinato-Zweibrücken |  |
|                                            |                           |                                   |                                     |  |  |       |  |  | Filippo Luigi del Palatinato-Neuburg |  |  | Volfango del Palatinato-Zweibrücken |  |
|                                            |                           | Anna d'Assia                      |                                     |  |  |       |  |  | Filippo Luigi del Palatinato-Neuburg |  |  |                                     |  |
| Volfango Guglielmo del Palatinato-Neuburg  |                           |                                   |                                     |  |  |       |  |  | Filippo Luigi del Palatinato-Neuburg |  |  |                                     |  |
|                                            |                           | Anna di Jülich-Kleve-Berg         | Guglielmo di Jülich-Kleve-Berg      |  |  |       |  |  |                                      |  |  |                                     |  |
|                                            |                           | Anna di Jülich-Kleve-Berg         | Guglielmo di Jülich-Kleve-Berg      |  |  |       |  |  |                                      |  |  |                                     |  |
|                                            |                           | Anna di Jülich-Kleve-Berg         | Maria d'Austria                     |  |  |       |  |  |                                      |  |  |                                     |  |
| Filippo Guglielmo del Palatinato           |                           | Anna di Jülich-Kleve-Berg         |                                     |  |  |       |  |  |                                      |  |  |                                     |  |
|                                            |                           | Guglielmo V di Baviera            | Alberto V di Baviera                |  |  |       |  |  |                                      |  |  |                                     |  |
|                                            |                           | Guglielmo V di Baviera            | Alberto V di Baviera                |  |  |       |  |  |                                      |  |  |                                     |  |
|                                            |                           | Guglielmo V di Baviera            | Anna d'Austria                      |  |  |       |  |  |                                      |  |  |                                     |  |
| Maddalena di Baviera                       |                           | Guglielmo V di Baviera            |                                     |  |  |       |  |  |                                      |  |  |                                     |  |
|                                            |                           | Renata di Lorena                  | Francesco I di Lorena               |  |  |       |  |  |                                      |  |  |                                     |  |
|                                            |                           | Renata di Lorena                  | Francesco I di Lorena               |  |  |       |  |  |                                      |  |  |                                     |  |
|                                            |                           | Renata di Lorena                  | Cristina di Danimarca               |  |  |       |  |  |                                      |  |  |                                     |  |
| Leopoldina Eleonora del Palatinato-Neuburg |                           | Renata di Lorena                  |                                     |  |  |       |  |  |                                      |  |  |                                     |  |
|                                            | Luigi V d'Assia-Darmstadt | Giorgio I d'Assia-Darmstadt       |                                     |  |  |       |  |  |                                      |  |  |                                     |  |
|                                            | Luigi V d'Assia-Darmstadt | Giorgio I d'Assia-Darmstadt       |                                     |  |  |       |  |  |                                      |  |  |                                     |  |
|                                            | Luigi V d'Assia-Darmstadt | Maddalena di Lippe                |                                     |  |  |       |  |  |                                      |  |  |                                     |  |
| Giorgio II d'Assia-Darmstadt               | Luigi V d'Assia-Darmstadt |                                   |                                     |  |  |       |  |  |                                      |  |  |                                     |  |
|                                            |                           | Maddalena di Brandeburgo          | Giovanni Giorgio di Brandeburgo     |  |  |       |  |  |                                      |  |  |                                     |  |
|                                            |                           | Maddalena di Brandeburgo          | Giovanni Giorgio di Brandeburgo     |  |  |       |  |  |                                      |  |  |                                     |  |
|                                            |                           | Maddalena di Brandeburgo          | Elisabetta di Anhalt-Zerbst         |  |  |       |  |  |                                      |  |  |                                     |  |
| Elisabetta Amalia d'Assia-Darmstadt        |                           | Maddalena di Brandeburgo          |                                     |  |  |       |  |  |                                      |  |  |                                     |  |
|                                            |                           | Giovanni Giorgio I di Sassonia    | Cristiano I di Sassonia             |  |  |       |  |  |                                      |  |  |                                     |  |
|                                            |                           | Giovanni Giorgio I di Sassonia    | Cristiano I di Sassonia             |  |  |       |  |  |                                      |  |  |                                     |  |
|                                            |                           | Giovanni Giorgio I di Sassonia    | Sofia di Brandeburgo                |  |  |       |  |  |                                      |  |  |                                     |  |
| Sofia Eleonora di Sassonia                 |                           | Giovanni Giorgio I di Sassonia    |                                     |  |  |       |  |  |                                      |  |  |                                     |  |
|                                            |                           | Maddalena Sibilla di Hohenzollern | Alberto Federico di Prussia         |  |  |       |  |  |                                      |  |  |                                     |  |
|                                            |                           | Maddalena Sibilla di Hohenzollern | Alberto Federico di Prussia         |  |  |       |  |  |                                      |  |  |                                     |  |
|                                            |                           | Maddalena Sibilla di Hohenzollern | Maria Eleonora di Jülich-Kleve-Berg |  |  |       |  |  |                                      |  |  |                                     |  |
|                                            |                           | Maddalena Sibilla di Hohenzollern |                                     |  |  |       |  |  |                                      |  |  |                                     |  |